# Ашуралієв Рашид
Рашид Салахутдінович Ашуралієв (1931, тепер Узбекистан — 1998, Узбекистан) — радянський узбецький діяч, 1-й заступник голови Ради міністрів Узбецької РСР, 1-й секретар Самаркандського обкому КП Узбекистану. Депутат Верховної ради Узбецької РСР. Депутат Верховної ради СРСР 11-го скликання.

## Життєпис
У 1950—1951 роках — заступник головного бухгалтера колгоспу Московського району Андижанської області.
З 1951 по 1954 рік служив у Радянській армії.
Закінчив Ташкентський інституту народного господарства.
У 1956—1971 роках — економіст, головний бухгалтер у колгоспах Московського району Андижанської області, головний бухгалтер територіального управління, начальник оргколгоспного відділу районного управління сільського господарства.
Член КПРС з 1962 року.
У 1971—1974 роках — начальник Головного управління з організаційно-колгоспних справ, заступник міністра сільського господарства Узбецької РСР.
У 1974—1975 роках — заступник завідувача сільськогосподарського відділу ЦК КП Узбекистану.
17 березня 1975 — 29 грудня 1978 року — міністр заготівель Узбецької РСР.
29 грудня 1978 — 23 лютого 1982 року — заступник голови Ради міністрів Узбецької РСР.
23 лютого 1982 — 3 жовтня 1987 року — 1-й секретар Самаркандського обласного комітету КП Узбекистану.
Помер у 1998 році.

## Нагороди
- орден Жовтневої Революції (1980)
- орден Трудового Червоного Прапора (8.04.1971)
- медалі
- Заслужений економіст Узбецької РСР